# Barbarano Romano
Barbarano Romano település Olaszországban, Viterbo megyében. Lakosainak száma 1004 fő (2023. január 1.). Barbarano Romano Capranica, Vetralla, Blera, Vejano és Villa San Giovanni in Tuscia községekkel határos.

## Népesség
A település népessége az elmúlt években az alábbi módon változott:
| Lakosok száma | 1066 | 1066 | 1004 |
|               | 2017 | 2018 | 2023 |